# Oligoporus persicinus
Oligoporus persicinus är en svampart som tillhör divisionen basidiesvampar, och som först beskrevs av Tuomo Niemelä och Yu Cheng Dai, och fick sitt nu gällande namn av Tuomo Niemelä. Oligoporus persicinus ingår i släktet Oligoporus, och familjen Polyporaceae. Arten har ej påträffats i Sverige.